# Colletotrichum gloeosporioides

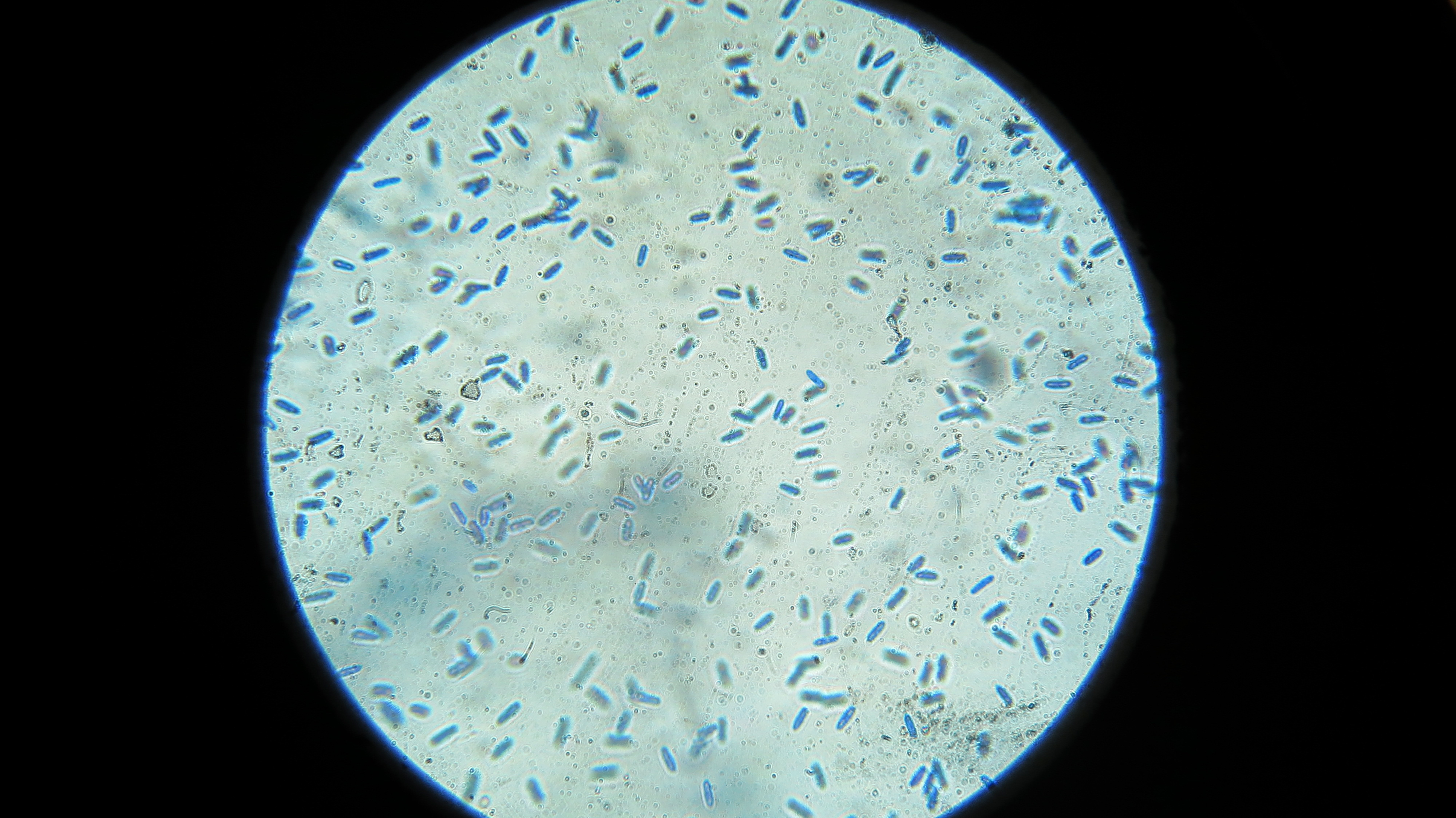
Zdjęcie mikroskopowe

Colletotrichum gloeosporioides (Penz.) Penz. & Sacc. – gatunek grzybów z rodziny Glomerellaceae.

## Systematyka i nazewnictwo
Pozycja w klasyfikacji według Index Fungorum: Glomerellaceae, Glomerellales, Hypocreomycetidae, Sordariomycetes, Pezizomycotina, Ascomycota, Fungi.
Po raz pierwszy takson ten zdiagnozował w 1882 r. Penzig nadając mu nazwę Vermicularia gloeosporioides. W 1884 r. ten sam autor oraz J. P.A. Saccardo nadali mu obecną, uznaną przez Index Fungorum nazwę.
Przez długi czas anamorfę tego gatunku traktowano jako odrębny gatunek – Glomerella cingulata (Stoneman) Spauld. & H. Schrenk 1903. Obecnie, gdy wiadomo już, że jest to tylko bezpłciowe stadium Colletotrichum gloeosporioides, nazwa Glomerella cingulata jest już tylko synonimem.
Synonimów nazwy naukowej ma ponad 80:

## Morfologia i rozwój
Postać rozmnażająca się płciowo (teleomorfa) występuje rzadko. Tworzy kuliste perytecja, w których powstają jednokomórkowe i bezbarwne askospory o rozmiarach 17–22 × 3–5 μm
Anamorfa w acerwulusach tworzy owalne, jednokomórkowe konidia. Pojawiają się bardzo licznie w czasie wilgotnej pogody na porażonych częściach roślin w postaci łososioworóżowych skupisk. Komórki konidiogenne dyskretne, enteroblastyczne, fialidowe, szkliste, gładkie. Konidia śluzowate, tworzące się pojedynczo, cylindryczne (10-)15-20(-25) x (3-)4-6 µm, o tępym wierzchołku i nieco ostrej podstawie, szkliste, gładkie. Appressoria z całym lub czasem lekko nieregularnie złuszczanym brzegiem, jajowate, kuliste lub ampułkowate, brązowe do średnio brązowych, 8-12 × 6-9 µm.
Na podłożu PDA kolonie tworzą dobrze rozwiniętą grzybnię powietrzną, o średnicy 8–9 cm po 10 dniach, kosmateą, o barwie od białej do dymnoszarej, z małymi czarnymi lub brzoskwiniowymi kropkami odpowiadającymi zarodnikowaniu grzyba. Rewers słomkowy z czarnymi kropkami, czasami tworzącymi sektory. Na podłożu OA grzybnia powietrzna słabo rozwinięta, bezbarwna, średnica 8–9 cm po 10 dniach, tworząca sektory dobrze rozwiniętej grzybni powietrznej i obficie zarodnikująca, rewers bezbarwny z ciemnymi plamami. Na podłożu MEA jak na PDA. Teleomorfa był obserwowany jako małe czarne kropki (perytecja) zanurzone w centrach starszych kolonii (powyżej 30 dni).

## Występowanie i siedlisko
Jest szeroko rozprzestrzeniony. Występuje w różnych strefach klimatycznych na całym świecie.
Teleomorfę obserwowano w Polsce na pomidorze zwyczajnym, różnych gatunkach magnolii, różaneczniku katawbijskim, fiołku leśnym i fiołku skalnym, a także na wielu gatunkach ziół, takich, jak dzięgiel litwor, macierzanka tymianek, kminek zwyczajny, łubin Hartwega, bez czarny. Anamorfę obserwowano w Polsce na jabłoniach, daktylowcu właściwym, tęgoszu mocnym, niektórych gatunkach wierzb, oraz na wiśni pospolitej.

## Znaczenie
Pasożyt występujący na wielu gatunkach roślin. Wywołuje m.in. takie grzybowe choroby roślin, jak antraknoza borówki wysokiej, antraknoza cyklamena, antraknoza fikusa, antraknoza krotonu, antraknoza łubinu, antraknoza owoców, antraknoza owoców żurawiny, antraknoza pomidora, antraknoza różanecznika, antraknoza storczyków, antraknoza ziemniaka, antraknoza truskawki, antraknoza wierzby wiciowej, antraknoza winogron i gorzka zgnilizna wiśni.